# Bernd Wiefel
Bernd Wiefel (* 8. März 1943 in Großkamsdorf) ist ein deutscher Lehrer und Heimatforscher.

## Leben
Nach Schulzeit, Elektrotechniklehre und freiwilligem Dienst bei den Luftstreitkräften der DDR studierte er 1963 bis 1967 am Pädagogischen Institut Leipzig sowie 1972/73 an der Pädagogischen Hochschule Leipzig Germanistik, Geschichte und Philosophie. Er ist Dipl.-Lehrer sowie Fachlehrer in den genannten Fächern. 1967 bis 1991 war er an verschiedenen Schulen und Bildungseinrichtungen des ehemaligen Kreises Marienberg tätig, davon elf Jahre an der Erweiterten Oberschule Marienberg (heute Gymnasium). Dort begann 1975 seine Beschäftigung mit Forschungen zur Regionalgeschichte Südostthüringens sowie des mittleren Erzgebirges, insbesondere der bäuerlichen Sozialgeschichte des 15. bis 18. Jahrhunderts. Von 1975 bis 1978 arbeitete er als ehrenamtlicher verantwortlicher Redakteur der Marienberger Kulturbundzeitschrift Unsere Heimat. Er war 1978 Mitbegründer der auflagenstärksten Heimatzeitschrift der DDR, der Erzgebirgischen Heimatblätter. Dort wirkte er bis 1988 unter dem Redakteur und Leiter der Olbernhauer Museen, Günther Arnold, als ehrenamtlicher stellvertretender Redakteur dieses Periodikums. Seine zahlreichen Beiträge zur Regionalgeschichte finden sich vor allem in den Rudolstädter Heimatheften sowie den Erzgebirgischen Heimatblättern und den Sächsischen Heimatblättern.
Er widmete sich vor allem heimat- und sozialgeschichtlichen sowie genealogischen Forschungen, über die er seit Ende der 1990er Jahre größtenteils im Eigenverlag in Olbernhau im Erzgebirge publiziert. Zu seinen überregional bedeutenden Veröffentlichungen zählt die 14-bändige Reihe „Studien zur Sozialgeschichte der Herrschaft Ranis“.

## Publikationen (Auswahl)
- Sozialstruktur und Grundherrschaft im Amt Borna von 1548 bis 1626, Pädagog. Institut Leipzig 1967 (Manuskript, 176 S. in der Dienstbibliothek des Sächsischen Hauptstaatsarchivs Dresden).
- Studien zur Sozialgeschichte der Herrschaft Ranis, Bände I bis X, Buchbinderei Seidler Freiberg, Olbernhau 2002 bis 2006.
- Studien zur Sozialgeschichte der Herrschaft Ranis, Ergänzungsbände I bis IV, Buchbinderei Seidler Freiberg, Olbernhau 2002 bis 2006.
- Bausteine zur Geschichte des Orlagaues, Beiträge zur Regional-, Sozial- und Alltagsgeschichte sowie Genealogie, Bände I bis IV, Buchbinderei Seidler Freiberg, Olbernhau 2021.
- Am Fuße des Roten Berges, Geschichte Groß- und Kleinkamsdorfs von den Anfängen bis 1981, Bände I und II, Buchbinderei Seidler Freiberg, Olbernhau 2008.
- Bilder aus der Vergangenheit des mittleren Erzgebirges, Bände I bis IV, Buchbinderei Seidler Freiberg, Olbernhau 2007 bis 2023.
- Der Teufel im Keller, ehemals erlauschte und neu erzählte Sagen, Kurzgeschichten, Schnurren u. a. aus Kamsdorf und darüber hinaus. Eigenverlag, Olbernhau 1999.
- Zu sozialökonomischen Potenzen des niederen Adels in der Herrschaft Ranis. In: Rudolstädter Heimathefte. Bd. 52, Heft 9/10, 2006, ISSN 0485-5884, S. 271–274.
- Die Geschichte des Walzwerkes Olbernhau vom demontierten Buntmetallwerk der Firma F. A. Lange AG zum zentralgeleiteten volkseigenen Stahlblechwalzwerk der VVB Eisen und Stahl (1945 bis 1955), Olbernhau 1988–1998 (Manuskripte u. a. im Stadtarchiv sowie Stadtmuseum Olbernhau).
- Die soziale Struktur der bäuerlichen Bevölkerung im Amt Ziegenrück 1677/82, Buchbinderei Seidler Freiberg, Olbernhau 2022.
- Die Ratzenberger auf Zopten – eine Bestandsaufnahme ihrer Vorfahren und Nachkommen von den Anfängen bis in das 18. Jahrhundert, Buchbinderei Seidler Freiberg, Olbernhau 2000 ff.